# Daniel de Montmollin
Pour les articles homonymes, voir de Montmollin.
Daniel de Montmollin, connu également sous le patronyme de « Frère Daniel », est un céramiste suisse, né le 27 août 1921 à Saint-Aubin (canton de Neuchâtel).

## Biographie
Après des études de théologie à l'université de Neuchâtel, Daniel de Montmollin participe à la fondation de la communauté de Taizé, qu'il rejoint en 1942,. Il jouera un rôle actif dans la communauté qui joua elle-même un rôle dans l'accueil et le transfert de juifs vers la Suisse[source insuffisante].
Après avoir consacré ses premières années dans la communauté œcuménique à la maçonnerie et à la cuisine, il découvre la poterie aux côtés d’Alexandre Kostanda et s'initie au tournage, en 1949 à Cluny. À partir des années 1950, il introduit cette activité à Taizé,.
Sa rencontre en 1952 avec le céramiste suisse Philippe Lambercy lui permet d'approfondir l'art des émaux. À partir de 1956, il abandonne la faïence pour le grès car Antoine de Vinck lui a montré sa traduction du Potter’s Book (Le Livre du potier) de Bernard Leach. 
Il expose en France et dans le monde depuis 1957, notamment avec Raymond et Jeanine Sauvaire pour l’ouverture de leur galerie à Paris, en 1965,. À l'automne 2009 et 2011, il donne à voir de nouvelles créations à la galerie Compagnie de la Chine et des Indes, à Paris réalisées spécialement à cette occasion. 

## Œuvre
Daniel de Montmollin est connu pour sa maîtrise du tournage du grès et, surtout, pour ses recherches d'une grande rigueur scientifique sur l'émaillage.
Ses émaux sont notamment à base de cendres végétales, qui concentrent les minéraux puisés dans le sol par les plantes : cendres de bois enrichies d’oxyde de cobalt pour les bleus, cendres de haies de la Bresse pour le blanc brillant. Il est l'un des spécialistes des émaux à base de cendre de végétaux.
Les céramiques de Daniel de Montmollin sont usuellement signées de façon discrète d'un tampon en creux « D. Taizé ». Outre ses productions de grès émaillés, il est également l’auteur de divers ouvrages sur la poterie et les arts du feu.

## Collections publiques
- France

- Roanne, Musée Joseph Déchelette
- Sarreguemines, Musées de Sarreguemines (Donation France et Wolfgang Kermer)

## Publications
- Le Poème céramique. Introduction à la poterie, Morel Éditeur, 1964 (réimpr. 1991) (ISBN 2-908988-02-X)
- L'Art de cendres : émaux de grès et cendres végétales, Presses de Taizé, 1976 (ISBN 2-020044-94-3)
- Philippe Lambercy, Daniel de Montmollin et Pierre Piganiol (photogr. Raymond Sauvaire), Daniel de Montmollin : le secret partagé, Revue de la céramique et du verre, 1990, 125 p.
- Par l'eau et le feu. Un itinéraire de potier, Revue de la céramique et du verre, 1993 (ISBN 2-908988-06-2)
- Être potier d'oasis à Badura ou l'intelligence de la tradition, Argile, 1994
- Pratique des émaux de grès, Revue de la céramique et du verre, 1997
- Daniel de Montmollin, Marie-Hélène Lautier et Jean-Claude Meyer, Éloge de l'empreinte, Revue de la céramique et du verre, 1999 (ISBN 2-908988-05-4)
- Le Jardin du potier, Revue de la céramique et du verre, 1999nouvelle version du Secret partagé
- La Face cachée de la terre, Éditions Fata Morgana, 2004
- Pratique des émaux 1 300 °C. Minéraux, roches, cendres, Revue de la céramique et du verre, 2005 (ISBN 2-908988-20-8)
- Le Saut de la carpe, Éditions Fata Morgana, 2009
- Pierres habitées, La Revue de la céramique et du verre, 2009 (ISBN 2-908988-44-5)
- Le Jeu de la barbotine. Un défi à la créativité, Revue de la céramique et du verre, 2010 (ISBN 2-908988-55-0)
- Secondes de potier, Éditions Fata Morgana, 2011
- Les Mains sur terre - présence de la poterie, HD, 2013 (ISBN 978-23634-5034-0)
- La Voie de la poterie, Éditions Fata Morgana, 2013
- Le Repos du potier, Éditions Fata Morgana, 2017
- Les Taupes, Éditions Fata Morgana, 2018

#### Ouvrages
- Charles Roth, Deux céramistes contemporains : Frère Daniel, Claude Champy, L'Œil, juin 1990, chap. 419
- Moderne Keramik aus Frankreich: 1970 bis 2000. Aus der Sammlung Kermer, Theodor-Zink-Museum, Wadgasserhof, Kaiserslautern, 2014 (catalogue d'exposition : Kaiserslautern, 11 octobre 2014–15 février 2015)  (ISBN 978-3-936036-38-1), p. 84, pl. coul. 9, 32, 33
- Céramique française 1970–2000 : Donation France et Wolfgang Kermer, Sarreguemines, Musées de Sarreguemines, 2018, 90–91 p. (ISBN 978-2-91375-924-4)

#### Articles
- Guillaume Barou, « La "triple alliance" du potier », La Croix, 15 juillet 2005
- Bernard Bachelier, « Daniel de Montmollin. Les engagements d'une vie », Revue de la céramique et du verre, no 182,‎ 2012, p. 24-26
- Christine Lavenu, «Philippe et Elisabeth Lambercy", Art-Angelux, 27 nov 2024

### Filmographie
- Le Chaos fertile, deux parties : L’Art de l’eau (33 min) et L’Art du feu (43 min) (présentation sur editionsateliersdart.com) ; extrait sur vimeo.com